# Mohammed Iqbal Szedaj
Mohammed Iqbal Szedaj (ur. 1888, zm. 1974) – hinduski niepodległościowy działacz polityczny, współpracownik włoskiego wywiadu, założyciel propagandowego Radia Himalaja, a następnie komisarz polityczny Batalionu Azad Hindostan podczas II wojny światowej, dyplomata pakistański.

## Życiorys
Był muzułmaninem. W 1914 r. wstąpił do niepodległościowej Partii Ghadar. W latach 1915–1919 był kilka razy aresztowany przez Brytyjczyków. W 1920 r. wyjechał do Kabulu, a stamtąd do Moskwy, gdzie nawiązał kontakt z komunistami. Następnie przybył do Ankary i później do Francji. Od czerwca 1923 r. zamieszkał we Włoszech, skąd organizował kontakty z Indiami. W 1926 r. spotkał wydawcę pisma faszystowskiego "Il Popolo d'Italia" Arnaldo Mussoliniego, brata Benito Mussoliniego, stając się jego bliskim przyjacielem. Następnie rozpoczął współpracę z włoskim wywiadem wojskowym. Jednakże Włosi nie uważali M. I. Szedaja za zbyt wpływowego hinduskiego działacza, dlatego przeniósł się do Marsylii, a następnie do Paryża. W marcu 1938 r. został wydalony z Francji z powodu powiązań z włoskim wywiadem. Zamieszkał w Szwajcarii, będąc przedstawicielem kilku hinduskich ugrupowań niepodległościowych. W 1941 r. powrócił do Włoch, gdzie podjął działalność propagandową. Założył w Rzymie niepodległościowe Radio Himalaja, które udawało, że prowadzi audycje z północnych Indii. Na pocz. 1942 r. zaangażował się w tworzenie złożonego z b. jeńców wojennych z armii brytyjskiej pochodzenia hinduskiego Batalionu Azad Hindostan, obejmując funkcję komisarza politycznego. Nawiązał kontakt z innym hinduskim działaczem niepodległościowym Subhasem Czandrą Bosem, ale ich stosunki nie były dobre. Działaniom prowadzonym przez M. I. Szedaja sprzeciwiał się włoski minister spraw zagranicznych Galeazzo Ciano, który był przeciwny utworzeniu niepodległych Indii. Jednakże M. I. Szedaj miał pełne poparcie ze strony B. Mussoliniego i wielu wpływowych działaczy faszystowskich, jak Julius Evola, czy Roberto Farinacci. Jesienią 1942 r. wśród żołnierzy Batalionu Azad Hindostan wybuchł bunt, a po jego uśmierzeniu oddział został rozwiązany. Po zakończeniu II wojny światowej M. I. Szedaj przybył w 1947 r. do nowo utworzonego Pakistanu, zostając dyplomatą.